# Anna Malewicz-Madey
Anna Malewicz-Madey (ur. 13 lutego 1937 w Pińsku) – polska śpiewaczka operowa, mezzosopran.

## Życiorys
Urodzona w Pińsku na Polesiu. Absolwentka warszawskich szkół muzycznych. Studia wokalne ukończyła z wyróżnieniem w klasie Zofii Bregy. Ponadto uczyła się u wybitnych pedagogów: Wandy Wermińskiej, Janiny Stano i G. Favaretto, u którego doskonaliła sztukę wokalną w Accademia Musicale Chigiana (wym. kidżiana) w Sienie, uzyskując Diploma d’Onore i nagrodę. Laureatka I Ogólnopolskiego Konkursu Wokalnego im. St. Moniuszki w Warszawie i XI Międzynarodowego Konkursu Wokalnego w ’s-Hertogenbosch (Holandia).
Podczas swej wieloletniej pracy w Teatrze Wielkim w Warszawie (1959–1994) zaśpiewała ponad 30 partii wokalnych w 1600 spektaklach – od dzieł barokowych po opery współczesne, ponadto w repertuarze: oratoria, kantaty oraz pieśni.
Brała udział w prestiżowych międzynarodowych festiwalach muzycznych: Salzburger Festspiele, Steirische Herbst w Grazu, Wiener Festwochen, Maggio Musicale Fiorentino, York Festival, Festival van Vlaanderen, Luzerner Festspiele, Prazskie Jaro, Israel Festival ’90 w Jerozolimie, Taegu Youngnam International Contemporary Music Festival, La Nota Verde w Asiago. Występowała także na Międzynarodowych Festiwalach Muzyki Współczesnej „Warszawska Jesień”, wykonując lub prawykonując szereg dzieł muzyki współczesnej, m.in. „Requiem” G. Ligetiego.
Śpiewała na estradach wszystkich polskich filharmonii i na wielu krajowych festiwalach. Współpracowała z Orkiestrami ORF w Wiedniu, RAI w Turynie, RSI w Lugano, z wiedeńską Volksoper (Charlotta w „Wertherze” J. Masseneta). Występowała także w Armenii, Egipcie, Francji, Korei Płd., Luxemburgu, Niemczech, Rosji, na Litwie, Ukrainie i Węgrzech.
Dokonała wielu nagrań dla Polskiego Radia i Telewizji, BBC, RAI, Radio Svizzera Italiana, Polskich Nagrań, Naxos (rejestracja dzieł K. Szymanowskiego – Król Roger, Tryptyk Święty Boże, Demeter), Olympia, Harmonia Mundi Le Chant du Monde.
W 1992 rozpoczęła pracę pedagogiczną; w Państwowej Szkole Muzycznej II Stopnia im. J. Elsnera w Warszawie, następnie w latach 1995–2000 prowadziła klasę wokalną na Keimyung University w Taegu, a także kursy mistrzowskie w Gyeongju (Korea Płd.).
Od 1992 prezes Warszawskiego Towarzystwa Muzycznego im. St. Moniuszki.
Odznaczona m.in. Krzyżem Kawalerskim Orderu Odrodzenia Polski (1990) oraz Złotym Medalem „Zasłużony Kulturze Gloria Artis” (2019). Wcześniej odznaczona także Złotym Krzyżem Zasługi oraz Medalem 40-lecia Polski Ludowej.
Żona Bogusława Madeya, dyrygenta i kompozytora, matka Emiliana Madeya, pianisty.